# Reussbrücke Bremgarten

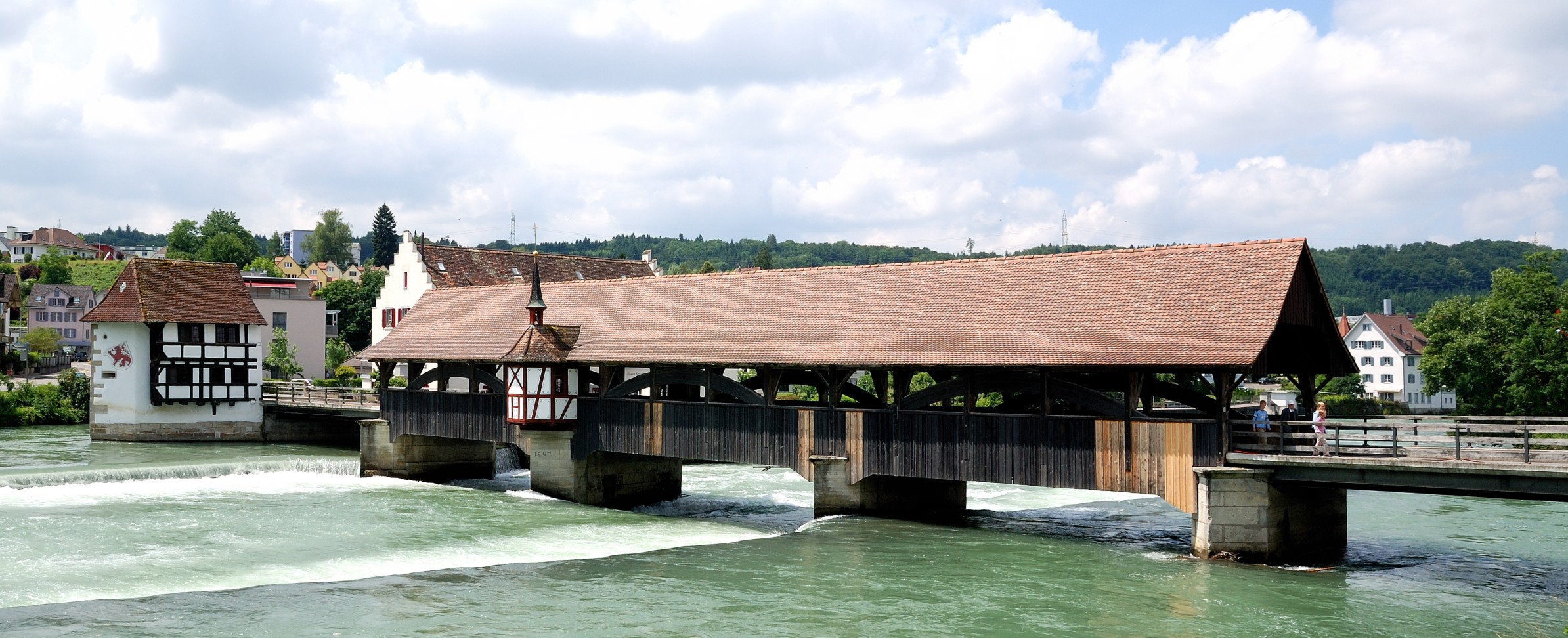
Reussbrücke von der Altstadt aus gesehen

Die Reussbrücke ist eine Brücke in Bremgarten in der Schweiz. Sie überquert die Reuss und verbindet die Altstadt mit der Unteren Vorstadt. Die gedeckte Holzbrücke geht auf die erste Hälfte des 13. Jahrhunderts zurück und wurde mehrmals neu errichtet, zuletzt 1953. Auf einem der Brückenpfeiler befinden sich zwei kleine barocke Kapellen, die den Brückenheiligen Agatha und Nepomuk geweiht sind. Am südlichen Brückenkopf stehen das Bollhaus (Teil der früheren Befestigungsanlage) und das Wasserkraftwerk Bruggmühle, in dem auch ein Museum eingerichtet ist.

## Geschichte

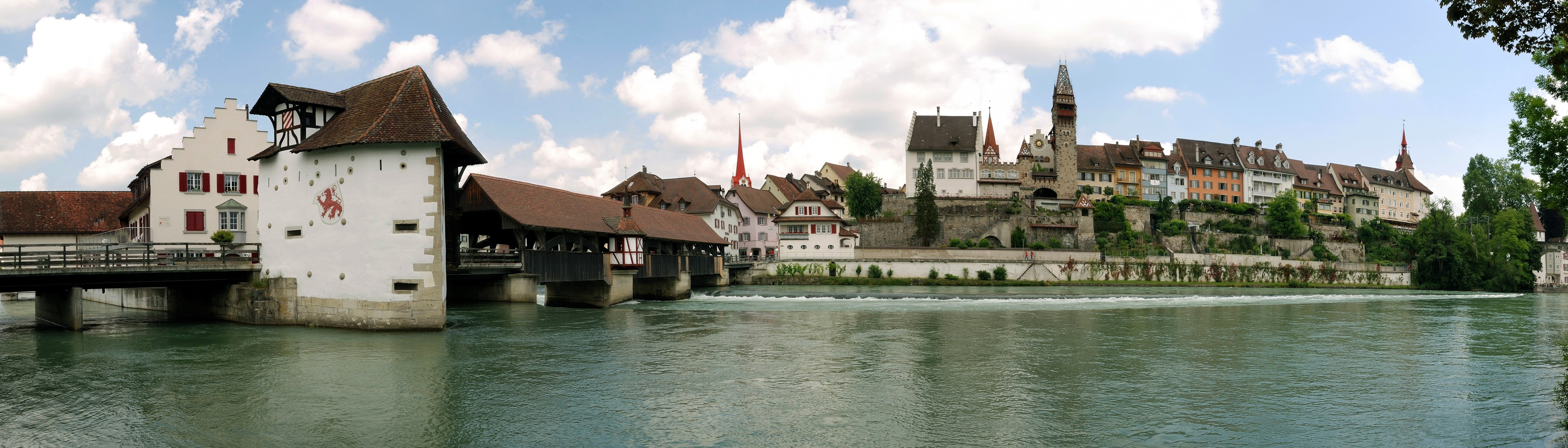
Ansicht der Altstadt Bremgartens; links Bruggmühle, Bollhaus und Brücke

Die erste Brücke dürfte um 1240 zur Zeit der Verleihung des Stadtrechts durch die Habsburger als Ersatz einer zuvor bestehenden Fährverbindung errichtet worden sein. Die erste urkundliche Erwähnung der «Brugg ze Bremgarten» erfolgte im Jahr 1281. König Rudolf I. trat 1287 den Brückenzoll an die Stadt ab, damit diese den Unterhalt selber finanzieren konnte. Die Bremgarter Brücke hatte nur regionale Bedeutung, da der direkteste Weg zwischen Bern und Zürich, den bedeutendsten Städten der alten Eidgenossenschaft, über die günstiger gelegene Brücke im zehn Kilometer flussabwärts gelegenen Mellingen führte.
Beim Brand der Unterstadt im Jahr 1434 wurde auch die Brücke zerstört und musste wieder aufgebaut werden. Maurermeister Albrecht Murer ersetzte 1544/49 die hölzernen Pfahljoche durch vier Steinpfeiler. 1672 war wegen schwerer Hochwasserschäden eine Renovation nötig. 1903 plante die Stadt den Bau einer ungedeckten Steinbrücke, entschied sich aber letztlich für eine Erneuerung der Holzbrücke, die 1912 durch Locher & Cie durchgeführt wurde. Die schmale Brücke konnte nach dem Zweiten Weltkrieg den stark zunehmenden motorisierten Verkehr nicht mehr aufnehmen. Sie wurde 1953–1957 abgebrochen und annähernd originalgetreu wieder aufgebaut, jedoch um 80 cm verbreitert und die Fahrbahn wurde durch einen Spannbeton-Fertigträger ersetzt. Der hölzerne Aufbau hat keine Tragfunktion mehr, aber bereichert das Stadtbild.
Seit der Eröffnung der Umfahrungsstrasse im Norden der Stadt im Jahr 1994 ist die Brücke für den Durchgangsverkehr gesperrt.

## Bauwerk
Die auf vier massiven, gemauerten Steinpfeilern aus der Mitte des 16. Jahrhunderts ruhende Brücke ist rund 100 Meter lang, wovon 50 Meter auf den gedeckten Mittelteil entfallen. Der zweite und der vierte Pfeiler sind in das Streichwehr in der Reuss miteinbezogen. Die Joche sind durch ein Hängewerk überspannt. Das leicht gekrümmte Dach ist mit Biberschwanzziegeln gedeckt, während die Brüstungen mit senkrechten Brettern verschalt sind.
Das dritte Brückenjoch trägt auf beiden Seiten in polygonalen Erkern je eine kleine Kapelle. Die Kapelle auf der Westseite ist mittelalterlichen Ursprungs und wurde 1544–1549 beim Bau der Steinpfeiler erneuert. Sie war einst dem Heiligen Nikolaus geweiht, der dann jedoch 1730 dem Heiligen Nepomuk wich. Eine spätbarocke Statue stellt diesen in Lebensgrösse dar. Die Agathakapelle auf der Ostseite entstand 1547 und enthält einen kleinen frühbarocken Säulenaltar mit einer Statue der Heiligen Agatha, flankiert von zwei Gemälden, welche die Verkündigung an Maria und den Tod des Heiligen Josef darstellen.
Auf der Ostseite der südlichen Brückenzufahrt steht das um 1500 errichtete Bollhaus, ein zweigeschossiges Gebäude, dessen keilförmige Schmalfront der Strömung zugewandt ist. Es besteht aus behauenen Steinquadern und verputzten Bruchsteinen und diente zur Verstärkung des 1840 abgerissenen äusseren Reusstores. Dem Bollhaus gegenüber befindet sich die Bruggmühle, auch äussere Mühle genannt. Sie lieferte die Wasserkraft für mehrere Gewerbebetriebe, darunter eine Getreidemühle, eine Sägerei und eine Spinnerei. Seit 1895 enthält die Bruggmühle ein kleines Wasserkraftwerk. Das ursprüngliche Mühlengebäude wurde 1939 abgebrochen und durch einen historisierenden Neubau ersetzt. 2005 ist im Mühlengebäude ein Museum eröffnet worden, das über die alten denkmalgeschützten Anlagen des Kraftwerks informiert und wechselnde Ausstellungen zur Geschichte der Mühle organisiert.